# Kısır
A kısır bulgurból készült, hidegen, előételként vagy salátaként tálalt török étel, a libanoni taboulleh módosított változata. Külön lehet kapni hozzá apróbbra tört bulgurt, melynek  török elnevezése ince bulgur (apró bulgur) vagy köftelik bulguru (köfte-bulgur). Az elkészítéséhez használnak még apróra kockázott hagymát, petrezselyemlevelet, apróra vágott, héjától megfosztott paradicsomot, paradicsompürét, csilipaprikát, egy kevés citromlevet, illetve egyesek uborkát és apróra tépkedett salátalevelet is kevernek hozzá. Az elkészült keveréket önmagában vagy friss salátalevélbe csavarva fogyasztják. A taboullehtől főként abban különbözik, hogy kevesebb petrezselymet tesznek hozzá, illetve a libanoniak nem használnak paradicsompürét és csípős csilipaprikát az elkészítéséhez.